# Série de championnat de la Ligue nationale de baseball 2011

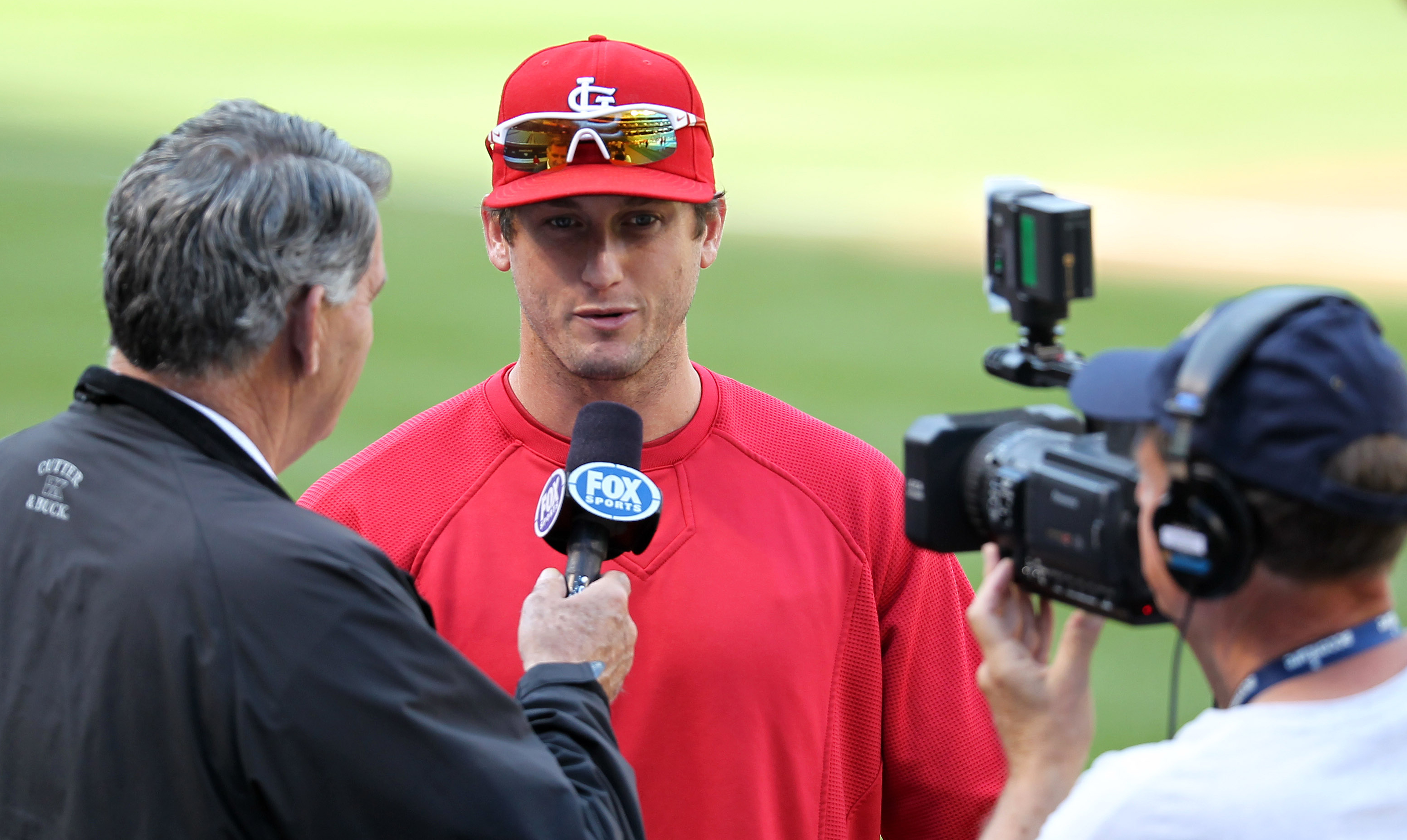
David Freese est le joueur par excellence de la Série de championnat.

La Série de championnat de la Ligue nationale de baseball 2011 est la série finale de la Ligue nationale de baseball, dont l'issue détermine le représentant de cette ligue à la Série mondiale 2011, la grande finale des Ligues majeures de baseball. Cette série au meilleur de sept parties débute le dimanche 9 octobre 2011 et se termine le dimanche 16 octobre par une victoire des Cardinals de Saint-Louis, quatre parties à deux sur les Brewers de Milwaukee.
La MLB a pris la décision de terminer la saison régulière 2011 plus tôt que lors des années précédentes afin de s'assurer que ses séries éliminatoires ne se prolongent pas jusqu'au mois de novembre. Par conséquent, la Série de championnat 2011 débute plus tôt qu'en 2009 et 2010.

## Équipes en présence
Franchise ayant historiquement peu connu de succès, les Brewers de Milwaukee accèdent en 2011 aux séries éliminatoires pour la quatrième fois seulement en 43 saisons. Les Brewers assurent leur retour en éliminatoires après deux saisons d'absence lorsqu'ils remportent avec 96 victoires contre 66 défaites le championnat de la division Centrale de la Ligue nationale. Il s'agit pour eux d'un premier titre de section depuis 1982 et d'un premier depuis leur transfert de la Ligue américaine vers la Ligue nationale en 1998. Ils battent également leur ancien record de franchise de 95 victoires en une saison, établi en 1979 puis égalé en 1982. En Séries de divisions 2011,  les Brewers sont poussés à la limite de cinq parties par leurs adversaires, les Diamondbacks de l'Arizona. Après avoir gagné les deux premiers duels devant leurs partisans, les Brewers, meilleure équipe du baseball à domicile en 2011 (57 victoires et 24 défaites), perdent les deux rencontres suivantes à Phoenix pour finalement éliminer les D-Backs à Milwaukee dans un match nécessitant 10 manches de jeu le 6 octobre. Les Brewers remportent ainsi leur première série éliminatoire depuis 1982. Ils jouent pour la seconde fois en Série de championnat, mais c'est la première fois qu'ils atteignent ce niveau depuis leur passage à la Ligue nationale.
Les Cardinals de Saint-Louis terminent deuxièmes dans la section Centrale avec 90 victoires, 72 défaites, et six parties de retard sur les Brewers. Ils effectuent en fin de saison une remontée historique pour remporter la qualification comme meilleur deuxième dans la Ligue nationale. Accusant un retard de dix parties et demie sur les Braves d'Atlanta dans cette course aux éliminatoires le 5 septembre, ils gagnent 16 de leurs 21 dernières parties pour se qualifier au dernier jour du calendrier régulier. Les Cards sont de retour en parties d'après-saison après une année d'absence, et y jouent pour la septième fois en 12 années. Au premier tour éliminatoire, Saint-Louis surprend la meilleure équipe du baseball durant la saison, les Phillies de Philadelphie, qu'ils battent trois parties à deux en remportant les deux derniers matchs, où ils étaient chaque fois menacés d'élimination. Les Cards remportent de surcroît la cinquième partie au Citizens Bank Park, le domicile des Phillies.
Rivaux de la même division, les Brewers et les Cardinals se sont affrontés à 18 reprises durant la saison 2011, chaque club gagnant neuf matchs. Il ne se sont affrontés qu'une fois en éliminatoires : lors de la Série mondiale 1982, gagnée par Saint-Louis quatre victoires à trois. Les Brewers n'ont pas joué en Série mondiale depuis alors que les Cardinals y sont apparus pour la dernière fois lors de leur conquête de la Série mondiale 2006.

### Rivalité
Outre le fait que les deux clubs partagent la même division et se sont déjà mesurés l'un à l'autre en 1982 à l'occasion d'une Série mondiale, l'affrontement Cardinals-Brewers est anticipé pour l'animosité qui semble régner entre les joueurs des deux équipes. En août 2011, une bagarre générale avait éclaté lors d'un match entre ces deux clubs et des insultes, notamment via le compte Twitter de Nyjer Morgan des Brewers, avaient suivi. Le vice-président du baseball majeur, Joe Torre, a cru bon de mettre en garde les deux équipes avant le début de la série qu'aucun écart de conduite ne serait toléré. Mais dès la première manche du premier match, Prince Fielder des Brewers est atteint par un tir du lanceur partant des Cardinals Jaime García immédiatement après un coup de circuit de Ryan Braun, obligeant l'arbitre en chef Gary Darling à émettre de sérieux avertissements aux managers Tony La Russa et Ron Roenicke et les menacer de sévir avec des expulsions.

## Déroulement de la série

### Calendrier des rencontres
La première équipe à remporter quatre victoires est sacrée championne de la Ligue nationale et la représente en Série mondiale 2011.
| Match | Date       | Visiteur                 | Hôte                     | Score  |
| ----- | ---------- | ------------------------ | ------------------------ | ------ |
| 1     | 9 octobre  | Cardinals de Saint-Louis | Brewers de Milwaukee     | 6 - 9  |
| 2     | 10 octobre | Cardinals de Saint-Louis | Brewers de Milwaukee     | 12 - 3 |
| 3     | 12 octobre | Brewers de Milwaukee     | Cardinals de Saint-Louis | 3 - 4  |
| 4     | 13 octobre | Brewers de Milwaukee     | Cardinals de Saint-Louis | 4 - 2  |
| 5     | 14 octobre | Brewers de Milwaukee     | Cardinals de Saint-Louis | 1 - 7  |
| 6     | 16 octobre | Cardinals de Saint-Louis | Brewers de Milwaukee     | 12 - 6 |

### Match 1
Dimanche 9 octobre 2011 au Miller Park, Milwaukee, Wisconsin.
| Cardinals de Saint-Louis | 1 | 0 | 0 | 3 | 1 | 0 | 1 | 0 | 0 | 6 | 9  | 1 |
| Brewers de Milwaukee | 2 | 0 | 0 | 0 | 6 | 0 | 1 | 0 | X | 9 | 11 | 0 |
| Lanceurs partants : STL : Jaime García MIL : Zack Greinke Vic. : Zack Greinke (1-0) Déf. : Jaime García (0-1) Sauv. : John Axford (1) HRs : STL : David Freese (1) MIL : Ryan Braun (1), Prince Fielder (1), Yuniesky Betancourt (1) |   |   |   |   |   |   |   |   |   |   |    |   |

Ryan Braun claque un circuit de deux points au premier tour au bâton des Brewers pour donner les devants 2-1 à son équipe. Mais en quatrième manche un circuit de trois points de David Freese, son second des éliminatoires, remet les Cardinals en avant et, après un autre point en cinquième, Saint-Louis mène 5-2. Les Brewers prennent le contrôle de la rencontre avec six points en fin de cinquième manche. Le duo formé par Braun et Prince Fielder fait une fois de plus très mal aux lanceurs adverses, le double de deux points du premier étant suivi par le circuit de deux points du second. Deux frappeurs et un changement de lanceur plus tard, Yuniesky Betancourt envoie l'offrande d'Octavio Dotel dans les gradins du champ centre-gauche pour faire 8-5 Milwaukee. Six des points des Brewers dans ce gain de 9-6 sont produits par le duo Braun-Fielder : quatre points produits pour le premier, et deux pour son coéquipier. C'est la quatrième partie éliminatoire de suite remportée par les Brewers à Milwaukee.

### Match 2
Lundi 10 octobre 2011 au Miller Park, Milwaukee, Wisconsin.
| Cardinals de Saint-Louis | 2 | 0 | 2 | 1 | 2 | 0 | 4 | 0 | 1 | 12 | 17 | 0 |
| Brewers de Milwaukee | 0 | 0 | 0 | 2 | 0 | 0 | 0 | 1 | 0 | 3  | 8  | 1 |
| Lanceurs partants : STL : Edwin Jackson MIL : Shaun Marcum Vic. : Lance Lynn (1-0) Déf. : Shaun Marcum (0-1) HRs : STL : Albert Pujols (1), David Freese (2) MIL : Rickie Weeks (1) |   |   |   |   |   |   |   |   |   |    |    |   |

Albert Pujols prend les choses en main pour les Cardinals avec quatre coups sûrs en cinq présences au bâton, soit trois doubles et un circuit. Il produit cinq points et en marque trois. Avec un 14e circuit en carrière dans les matchs éliminatoires, Pujols bat l'ancien record d'équipe de 13 par Jim Edmonds. Son nouveau total de 23 points produits dans les Séries de championnat est maintenant supérieur à l'ancien record de franchise que détenait Edmonds. Ses coéquipiers David Freese, auteur de son deuxième circuit en autant de matchs, et Nick Punto ajoutent deux points produits chacun alors que Jon Jay, avec trois coups sûrs en quatre, croise le marbre à trois reprises.

### Match 3
Mercredi 12 octobre 2011 au Busch Stadium, Saint-Louis, Missouri.
| Brewers de Milwaukee | 0 | 2 | 1 | 0 | 0 | 0 | 0 | 0 | 0 | 3 | 6 | 0 |
| Cardinals de Saint-Louis | 4 | 0 | 0 | 0 | 0 | 0 | 0 | 0 | X | 4 | 9 | 0 |
| Lanceurs partants : MIL : Yovani Gallardo STL : Chris Carpenter Vic. : Chris Carpenter (1-0) Déf. : Yovani Gallardo (0-1) Sauv. : Jason Motte (1) HRs : MIL : Mark Kotsay (1) |   |   |   |   |   |   |   |   |   |   |   |   |

Saint-Louis marque tous ses points aux dépens de Yovani Gallardo en première manche sur des doubles de Jon Jay, Albert Pujols et David Freese. Yadier Molina est retiré dans un double jeu mais un point marque tout de même. Contre Chris Carpenter, qui a connu de meilleures sorties, Milwaukee réduit l'écart à un seul point mais est incapable de créer l'égalité contre les quatre releveurs que les Cardinals envoient au monticule. Ce groupe de releveurs est le premier de l'histoire des éliminatoires à lancer au moins 4 manches sans laisser un seul coureur adverse atteindre les buts. Saint-Louis a plusieurs occasions d'augmenter son avance mais laisse neuf coureurs sur les buts, triomphant finalement 4-3 pour prendre les devants 2-1 dans la série.

### Match 4
Jeudi 13 octobre 2011 au Busch Stadium, Saint-Louis, Missouri.
| Brewers de Milwaukee | 0 | 0 | 0 | 2 | 1 | 1 | 0 | 0 | 0 | 4 | 10 | 1 |
| Cardinals de Saint-Louis | 0 | 1 | 1 | 0 | 0 | 0 | 0 | 0 | 0 | 2 | 8  | 1 |
| Lanceurs partants : MIL : Randy Wolf STL : Kyle Lohse Vic. : Randy Wolf (1-0) Déf. : Kyle Lohse (0-1) Sauv. : John Axford (2) HRs: STL : Matt Holliday (1), Allen Craig (1) |   |   |   |   |   |   |   |   |   |   |    |   |

### Match 5
Vendredi 14 octobre 2011 au Busch Stadium, Saint-Louis, Missouri.
| Brewers de Milwaukee | 0 | 0 | 0 | 0 | 1 | 0 | 0 | 0 | 0 | 1 | 9  | 4 |
| Cardinals de Saint-Louis | 0 | 3 | 0 | 1 | 0 | 1 | 0 | 2 | X | 7 | 10 | 0 |
| Lanceurs partants : MIL : Zack Greinke STL : Jaime García Vic. : Octavio Dotel (1-0) Déf. : Zack Greinke (1-1) Sauv. : Jason Motte (2) |   |   |   |   |   |   |   |   |   |   |    |   |

### Match 6
Dimanche 16 octobre 2011 au Miller Park, Milwaukee, Wisconsin.
| Cardinals de Saint-Louis | 4 | 1 | 4 | 0 | 2 | 0 | 0 | 1 | 0 | 12 | 14 | 0 |
| Brewers de Milwaukee | 1 | 3 | 0 | 1 | 1 | 0 | 0 | 1 | 0 | 6  | 7  | 3 |
| Lanceurs partants : STL : Edwin Jackson MIL : Shaun Marcum Vic. : Marc Rzepczynski (1-0) Déf. : Shaun Marcum (0-2) HRs : STL : David Freese (3), Rafael Furcal (1), Albert Pujols (2) MIL : Corey Hart (1), Rickie Weeks (2), Jonathan Lucroy (1) |   |   |   |   |   |   |   |   |   |    |    |   |

## Joueur par excellence
David Freese est le joueur par excellence de la Série de championnat 2011 de la Ligue nationale. Le joueur de troisième but des Cardinals de Saint-Louis termine la série contre Milwaukee avec 12 coups sûrs en 22 présences pour une moyenne au bâton de ,545 avec sept points marqués et neuf points produits en six matchs. La moyenne de puissance de Freese, auteur de trois circuits et trois doubles dans cet affrontement, s'élève à 1,091.